# Faktoid

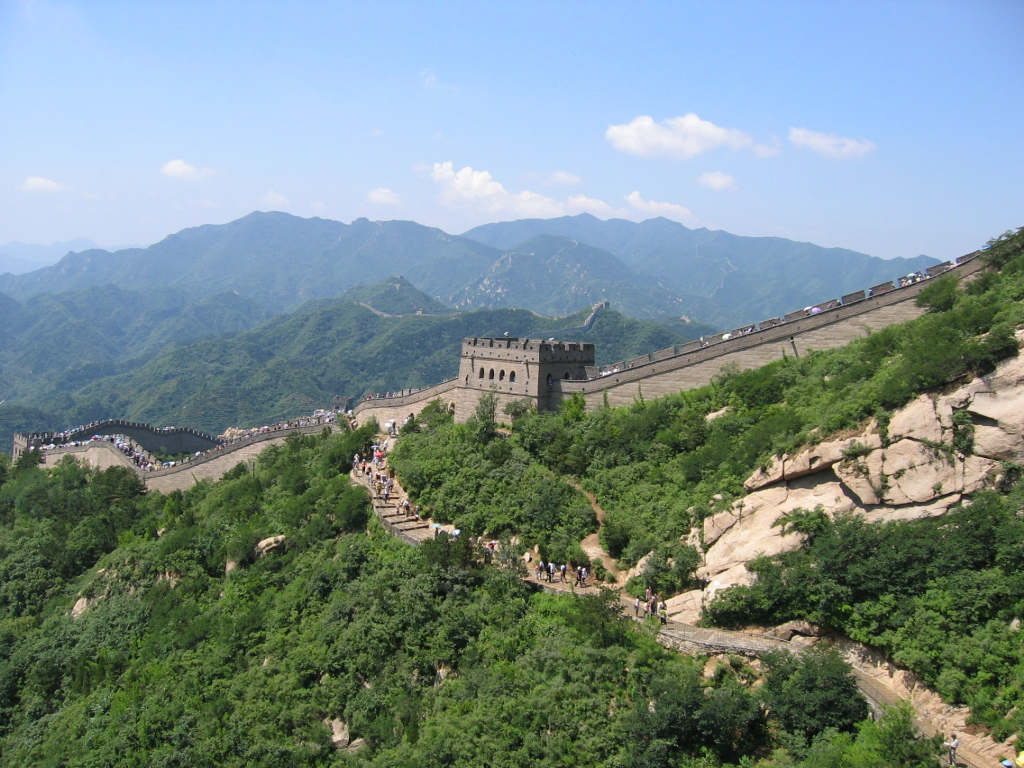
Chiński Mur, wbrew popularnym opiniom, nie jest widoczny z kosmosu.

Faktoid (ze zrostu słowa 'fakt' i przyrostka -oid od gr. eidos ‘widzę’, ‘spostrzegam’ lub 'postać') – informacja postrzegana jako prawdziwa tylko dlatego, że została opublikowana – najczęściej za pośrednictwem nowych mediów. Przyrostek „-oid” można tłumaczyć jako „postrzegany” lub „przybierający postać”.
Faktoidy są prezentowane w taki sposób, że zostają powszechnie uznane za prawdziwe. W naszych miejscach pracy i w sąsiedztwie są one znane jako plotki i anegdoty. W sądach faktoidy nazywa się pogłoskami i niedopuszczalnymi dowodami. W środkach masowego przekazu są one nazywane oszczerstwami, potwarzami, pomówieniami oraz relacjonowaniem krążących aktualnie plotek i pogłosek jako wiadomości.
Termin ten stosowany jest także w odniesieniu do wydarzenia o wątpliwej autentyczności, przyjmowanego przez ogół jako mające miejsce w rzeczywistości, i upowszechnianego, między innymi, w celu manipulacji opinią publiczną albo utrzymania kogoś (np. polityka) lub czegoś (np. reklamowanego produktu) w obszarze jej zainteresowania. Inną możliwą motywacją jest wykreowanie sztucznego zainteresowania odbiorców w celu zwiększenia oglądalności lub poczytności. Taką techniką posługują się na przykład bulwarówki.
Współczesnym przykładem faktoidu są postać i biografia „Johnny’ego 11 Palców”, fikcyjnego polskiego geniusza muzycznego, stworzone w celach reklamowych.
Jeżeli faktoid jest zamierzonym atakiem na osobę publiczną lub organizację, często określa się go mianem faktu prasowego (określenia tego użył po raz pierwszy Bronisław Geremek na początku lat dziewięćdziesiątych, w rozmowie z dziennikarzami) lub faktu medialnego.

## Historia
Zjawisko pojawiło się po raz pierwszy w 1938 roku, kiedy podróżnik Richard Halliburton opisał w swojej książce Second Book of Marvels, jakoby Mur Chiński dostrzegalny był z kosmosu. Zaś pojęcie zostało użyte po raz pierwszy w roku 1973 przez Normana Mailera w jego biografii Marilyn Monroe. Mailer określał pojęciem faktoidu „fakt, który nie istnieje przed pojawieniem się w czasopiśmie lub gazecie”. Washington Times zdefiniował faktoid jako „coś, co wygląda jak fakt, może być faktem, ale w rzeczywistości nim nie jest”. Alternatywą miały być określenia „fictoid” i „fictlet”, lecz nie utrwaliły się one w świadomości ludzi.

## Przeciwdziałanie
Aby ograniczyć możliwości mediów w zakresie tworzenia faktoidów, ustroje demokratyczne stosują nakazy sprostowania nieprawdziwych informacji.